# 上下郵便局
上下郵便局（じょうげゆうびんきょく）は、広島県府中市にある郵便局。民営化前の分類では集配特定郵便局であった。

## 概要
住所：〒729-3499 広島県府中市上下町上下1867-1

## 沿革
- 1874年（明治7年）11月16日 - 上下郵便取扱所として開設[1]。
- 1875年（明治8年）1月1日 - 上下郵便局となる。
- 2007年（平成19年）10月1日 - 民営化に伴い、併設された郵便事業三次支店上下集配センターに一部業務を移管。
- 2012年（平成24年）10月1日 - 日本郵便株式会社発足に伴い、郵便事業三次支店上下集配センターを上下郵便局に統合。

## 取扱内容
- 郵便、印紙、ゆうパック、内容証明
- 貯金、為替、振替、振込、国際送金、国債
- 生命保険、バイク自賠責保険
- ゆうちょ銀行ATM
- 「729-34xx」区域（府中市内の一部地域）の集配業務

## 周辺
- JR福塩線 上下駅
- 国道432号
- 広島県道25号三原東城線

## アクセス
- JR福塩線 上下駅から徒歩約10分
- 中国バス 上下代官所前停留所から徒歩約5分
- 広島県道25号三原東城線沿い
- 駐車場あり：6台